# 陳懿典
陳懿典（1554年—1638年），字孟常，號如岡，浙江秀水縣（今屬嘉興市）人，明朝政治人物。

## 生平
九岁时丧母。萬曆七年（1579年）己卯科浙江鄉試第一名舉人，萬曆二十年（1592年）登二甲第十名。改庶吉士，本年六月丁父憂歸。二十二年九月授編修，二十五年八月纂修六曹章奏，二十八年七月管理文官诰敕，二十九年二月充经筵展書官，三十年三月升右赞善兼翰林院检讨，三十一年十二月升右中允兼编修，三十三年九月给假迁葬，十二月升右谕德兼侍讲，四十年十月升翰林院侍读学士，掌南京翰林院印，閏十一月以患眼疾失明回籍调理。
天啓三年（1623年）正月加升詹事府少詹事兼翰林院侍读学士。一生无子，卒年八十五。

## 著作
有《吏隱齋集》、《陈学士先生初集》。

## 家族
曾祖陳紀，字寿夫，别号鶴松，善医术；祖父陳詩，字鳴唐，號懷鶴；伯父陳九德，称仰观先生，甲子举顺天乡试第三人，屡上南宫，不第。庚辰选授潜山令，未任卒。父陳一德（1535年-1582年），字子咸，别号梅冈；母王氏（1535年-1562年），刑部主事王愛之女；继母盛氏、朱氏。弟陳治典、陳彝典、陳敷典。